# Viața lui David Gale
Viața lui David Gale  (The Life of David Gale) este un film din anul 2003 care prezintă povestea ficțională a unui profesor de filosofie, David Gale, care și-a dedicat viața abolirii pedepsei cu moartea și a fost condamnat la moarte și executat pentru violarea și uciderea unei colege de la Universitate și din mișcarea DeathWatch (care milita pentru abolirea pedepsei capitale).
Filmul a fost regizat de către Alan Parker și are ca protagoniști pe Kevin Spacey în rolul lui David Gale și pe Kate Winslet în rolul lui Bitsey Bloom, tânăra jurnalistă pe care Gale o însărcinează să-i dovedească nevinovăția. Laura Linney interpretează în film rolul victimei.
Au refuzat roluri în film: Nicholas Cage și George Clooney (rolul lui Gale) și Nicole Kidman (rolul lui Bitsey Bloom). Acțiunea filmului este localizată la Universitatea din Austin, instituție de învățământ ficțională.
Sloganul filmului este următorul: Crima este clară. Adevărul nu este.

## Reacții generate
Filmul a generat reacții negative din partea criticilor după lansarea sa. Criticul Roger Ebert i-a dat zero puncte și a afirmat: "Sunt sigur că realizatorii filmului cred că filmul lor este un film împotriva pedepsei cu moartea. Eu cred că filmul sprijină pedeapsa cu moartea și speră să discrediteze pe oponenții pedepsei cu moartea, considerând că aceștia încalcă principiile... Dar în timp ce statul Texas continuă să condamne oameni prin intermediul unui sistem alcătuit din avocați care sunt beți, adormiți sau absenți; mărturisirile sunt obținute prin torturarea celor neajutorați și jurații preferă să condamne infractori negri mai degrabă decât să condamne albi, nu poți face un astfel de film. Nu în Texas." Cu toate acestea, partenerul său de la Ebert & Roeper, Richard Roeper, nu a ezitat să acorde filmului un calificativ excelent.
Datorită prezentării crimei, a unor scene sexuale și datorită folosirii repetate de expresii vulgare, Biroul pentru Film al Conferinței Episcopilor Catolici Americani a clasificat filmul cu O - adică ofensator moral. De asemenea, Asociația Americană pentru Filme i-a acordat calificativul R - adică acces restricționat.

## Subiectul filmului
David Gale era un profesor de filosofie popular și foarte respectat la Universitatea din Austin și autorul a mai multor cărți bine primite de public; de asemenea era un membru activ și vizibil al organizației Deathwatch, un grup care activa pentru abolirea pedepsei capitale în statul american Texas. Una dintre cele mai bune prietene a lui Gale era Constance Harraway, o activistă din mișcarea Deathwatch cu care era în relații foarte apropiate, mai ales după ce soția lui Gale, Sharon, care își găsise un iubit în Spania, lipsea de acasă.
Într-o seară, David a fost sedus de către o studentă atrăgătoare din clasa la care preda, Berlin, care fusese exmatriculată recent; ea s-a folosit de evidența fizică a dragostei pe care o făcuse cu profesorul și l-a acuzat pe acesta de viol pentru a se răzbuna. Deși Berlin și-a retras la scurt timp acuzațiile, profesorul, care fusese arestat timp de două săptămâni, a fost concediat de către Universitate din cauza publicității negative. De asemenea, soția sa l-a părăsit luând cu ea și copilul în Spania. Fără soție și fără slujbă, Gale s-a apucat de băut.
După câțiva ani, în anul 1994, Constance Harraway a fost găsită violată și ucisă, iar Gale a fost acuzat că a înfăptuit crima și condamnat la pedeapsa cu moartea, în ciuda încercărilor avocatului său, Braxton Belyeu, bine-intenționat dar ineficient. După șase ani de la pronunțarea condamnării la moarte, Gale își așteaptă execuția prin injecție letală și cu mai puțin de o săptămână înainte de punerea ei în aplicare, este de acord să-și povestească viața lui Bitsey Bloom, o jurnalistă tânără de la o revistă importantă din SUA, care vine la închisoare împreună cu un angajat intern al revistei, Zack Stemmons. Pe măsură ce Bloom analizează cazul uciderii lui Constance Harraway cu Gale, începe să fie din ce în ce mai convinsă că unele lucruri nu se leagă. Un cowboy misterios aduce o casetă care îi determină pe Bloom și Stemmons, cu câteva zile înainte de execuția lui Gale, să încerce să rezolve misterul morții lui Constance și să-l salveze pe Gale de la moarte.
Bitsey își dă seama că viața lui Gale stă în mâinile sale și începe să investigheze crima. Rezolvarea crimei vine însă prea târziu, iar Gale este executat. Bitsey reușește totuși reabilitarea memoriei celui executat.
Filmul este o poveste despre unii oameni care ar merge până la extreme majore pentru propriile convingeri și până la acest nivel, filmul este părtinitor în favoarea lor.

## Analiza crimei
Constance este dezolată că orice acțiune desfășurată pentru a-i convinge pe judecători sau pe guvernator să comute pedeapsa cu moartea unor persoane deja condamnate este sortită eșecului. În plus, ea se confruntă și cu leucemia. Știind că va muri ea pune la punct împreună cu cei doi apropiați, David Gale și Dusty Wright, un plan perfect.
Își astupă gura cu o bandă de leucoplast, își pune un sac menajer pe față pe care-l înnoadă pentru a nu putea respira prin el, se dezbracă și își leagă mâinile cu cătușe la spate, pentru a nu fi tentată să spargă punga pentru a se salva de la moarte. De asemenea, în paralel înghițise cheia de la cătușe, din aceleași motive. În acest timp, Dusty și David înregistrează sinuciderea lui Constance, neintervenind în evenimente.
În câteva secunde, Constance nu mai are aer și după ce se zbate inutil încercând să scape, moare sufocată. După moartea ei, cei doi complici îi verifică pulsul, iar David îi șterge amprentele de pe sac și le pune pe ale sale.
Caseta rămâne în custodia lui Dusty, care avea sarcina de a o da publicității după executarea lui David. Principalul bănuit era David Gale, amprentele sale erau pe pungă, iar în vaginul victimei se găsea lichidul seminal al lui David, care făcuse dragoste cu Constance înainte de sinuciderea acesteia. Autoritățile din Texas îl condamnă pe David la moarte. Acesta face recurs, iar încă două tribunale îl găsesc vinovat de crimă.
Deși David știe că este nevinovat și poate dovedi aceasta, nu o face, sperând ca după moartea sa și difuzarea casetei de către Dusty, sistemul juridic texan se va clătina din temelii, iar opinia publică oripilată de executarea unui nevinovat va face presiuni pentru abolirea pedepsei cu moartea.
Scopul "crimei" este de a dovedi opiniei publice și autorităților americane că prin menținerea pedepsei cu moartea pot fi omorâți și oameni nevinovați.
Finalul filmului este dramatic, iar opinia publică deși conștientă de moartea unui nevinovat nu dorește să renunțe la pedeapsa cu moartea.

## Rolul lui Bitsey
Gale, împreună cu avocatul său (care știa cum s-au petrecut evenimentele) o angajează pe Bitsey, jurnalistă onestă și dedicată cauzelor pe care le-a relatat, cu scopul de a reabilita numele lui Gale, iar fiul său să nu-l considere un violator și criminal. Bitsey se întâlnește trei zile consecutiv la închisoare cu Gale, iar acesta îi expune cum s-au desfățurat evenimentele, fără a menționa cum s-a înfăptuit crima.
Acest drept de relatare a evenimentelor în exclusivitate nu este gratuit. Revista plătește 500.000 dolari pentru relatarea poveștii lui Gale, bani care în final ajung la fiul acestuia, în Spania. Banii îi ia avocatul, îi dă lui Dusty, iar acesta o caută pe fosta soție a lui David și îi lasă banii la ușă.
Bitsey reușește să afle aproape tot adevărul (până în final crede că planul era a lui Constance și a lui Dusty), pune mâna pe caseta care se afla la Dusty, dar ajunge cu câteva minute după executarea lui Gale. Pune caseta la dispoziția televiziunilor, este declanșată o anchetă, iar Gale e declarat nevinovat.

## Scene interzise minorilor
În film sunt prezente o serie de scene considerate de către criticii de film ca fiind ofensatoare morale. Menționăm câteva dintre acestea:
- prezentarea suicidului lui Constance, precum și zbaterile sale inutile în agonie pentru a scăpa de la moarte;
- scene de sex cum ar fi cea dintre David și Berlin sau David și Constance:
- scene de nuditate (cea în care Constance se zbate în agonie și este în întregime goală):
- scene de violență (prezentarea înregistrată a suicidului; spargerea unui telefon de către David, reconstituirea crimei de către Bitsey și Zack, simularea unui suicid în direct pe scena unui teatru de operă);
- scene în care se consumă alcool ori în care se fumează;
- atitudini lipsite de respect (seducerea unui profesor de către studenta sa, oferta studentei (adresată profesorului) de "a face orice" pentru a trece examenul pentru care nu s-a pregătit, participarea celor doi bărbați la suicidul lui Constance și neintervenția lor pentru a o salva de la moarte);
- expresii vulgare în număr mare. Printre acestea menționăm "poezia" spusă de Berlin lui David Gale: "There once was a girl named Berlin, who liked to do it now and again. Not now and again. But now, and again, and again."
- prezentarea de opinii politice în legătură cu anumite aspecte controversate ale zilelor noastre: suicidul, violul, pedeapsa cu moartea, leucemia etc.

## Premii
Filmul "Viața lui David Gale" a fost nominalizat la premiul Ursul de Aur la Festivalul internațional de film de la Berlin (2003).

## Rolurile principale
- Kevin Spacey - David Gale
- Kate Winslet - Bitsey Bloom
- Laura Linney - Constance Harraway
- Gabriel Mann - Zack Stemmons
- Matt Craven - Dusty Wright
- Rhona Mitra - Berlin
- Leon Rippy - Braxton Belyeu
- Michael Crabtree - Guvernatorul Hardin
- Lee Ritchey - Joe Mullarkey

## Locațiile de filmare
- Huntsville, Texas
- Sam Houston State University
- The University of Texas at Austin
- Metro Espresso Bar, 2222 Guadalupe St, Austin, TX
- Cain and Abel's